# Caractères Média Group
Caractères Média Group est un groupe de presse marocain créé en 1990, filiale de la holding Akwa group de l'homme d'affaires et homme d'État marocain, Aziz Akhannouch. 
Il est actionnaire de plusieurs médias dont La Vie économique,  Le Courrier de l'Atlas, Femmes du Maroc, Maison du Maroc, Aujourd'hui le Maroc et Nissaa Min Al Maghrib. 
Ses supports représentent plus de 25 % du marché de la presse publicitaire.

## Présentation
En septembre 2022, Ichrak Moubsit, ancienne conseillère en communication du patron du Rassemblement national des indépendants, est nommée directrice générale et directrice de la publication de Communication économique, société éditrice de Femmes du Maroc et Nissaa Min Al Maghrib, deux magazines féminins.

## Titres du groupe
Le Groupe Caractères édite les titres suivants :
- La Vie éco ;
- Femmes du Maroc ;
- Nissaa Min Almaghrib ;
- Le Courrier de l'Atlas ;
- Maisons du Maroc.

## Actionnariat
Le groupe Caractères Media Group est détenu à hauteur de 83 % par Akwa Group. Parmi les actionnaires minoritaires se trouvent « une filiale d’Attijariwafa Bank et donc de la holding royale SNI », ainsi que l’homme d'affaires et homme politique marocain, Moulay Hafid Elalamy.